# Pfarrkirche Projern

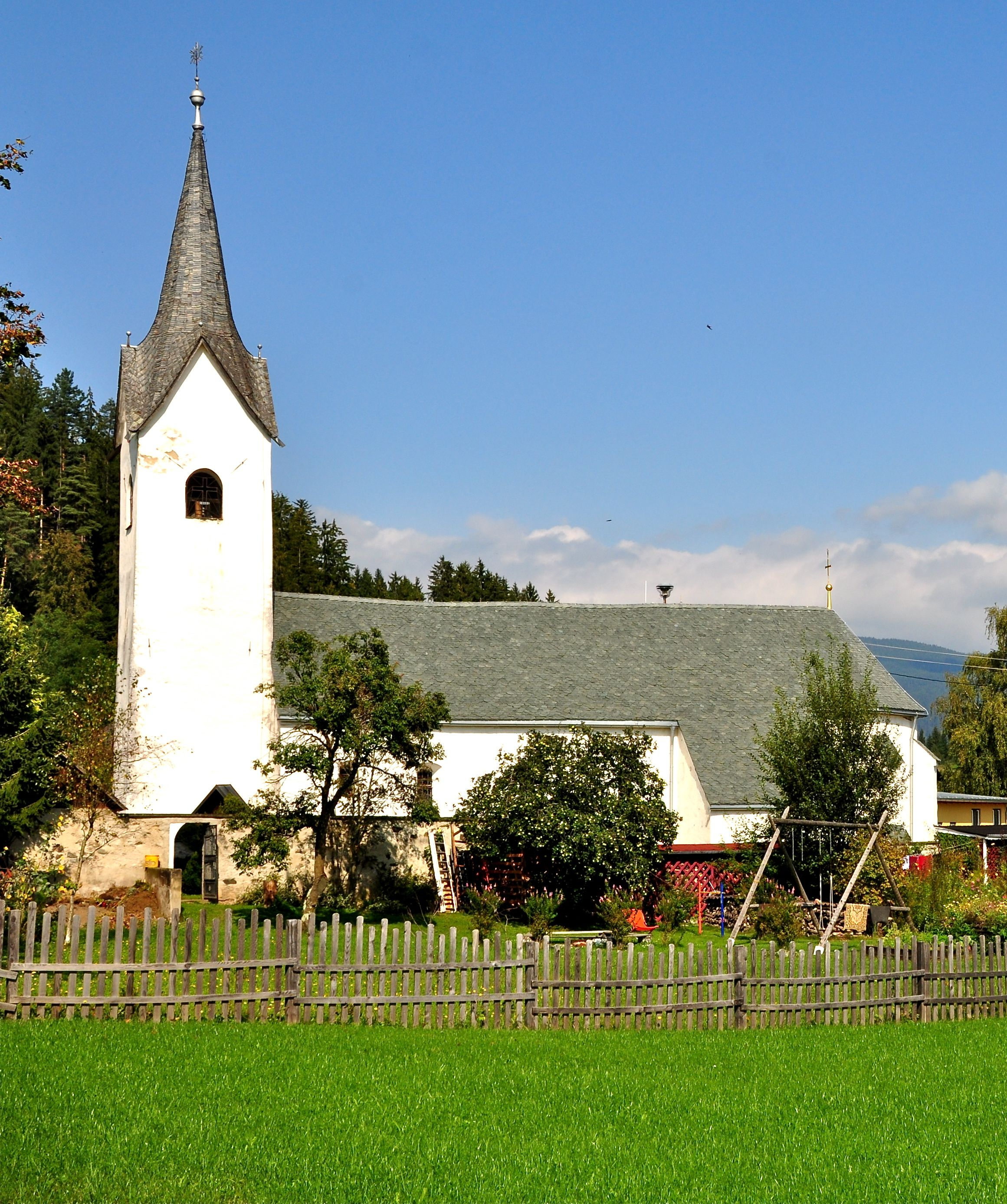
Katholische Pfarrkirche hl. Rupert in Projern

Die römisch-katholische Pfarrkirche Projern steht in der Ortschaft Projern in der Stadtgemeinde Sankt Veit an der Glan im Bezirk Sankt Veit an der Glan in Kärnten. Schutzpatron der zum Dekanat Klagenfurt-Land/Celovec-dežela in der Diözese Gurk-Klagenfurt gehörenden Kirche ist der hl. Rupert von Salzburg. Die Kirche und der Friedhof stehen unter Denkmalschutz (Listeneintrag).

## Geschichte
Die wahrscheinliche Gründung wird für das 11. Jahrhundert angenommen. Urkundlich ist 1388 eine Kirche genannt.
1994 wurden die Turmfassaden restauriert.

## Architektur
Die Kirche ist von einer Friedhofsmauer umgeben.
Sie hat ein im Kern romanisches Langhaus mit einem spätgotischen Chor mit zweifach abgestuften Strebepfeilern. Der vorgestellte barocke Westturm trägt einen Spitzhelm von 1884. An der Westfront und in der Nordwestecke sind zahlreiche römerzeitliche reliefverzierte Spolien vermauert, dabei ein Relief eines Opferdieners, ein Eckpfeiler mit zwei Schreibern, sowie reliefverzierte Grabbausteine mit Tierjagden und Fabelwesen und ein Relief eines Trauergenius. In die Nordwand sind Fragmente von Grabbauten mit dem Relief einer Opferdienerin, ein Friesbalkenstück mit einem Fabelwesen und ein Architravstück mit einem vegetabilen Ornament eingelassen.
Innen hat das Langhaus vier Joche unter einem barocken Kreuzgewölbe mit Gurten. Die dreiachsige Westempore steht auf bauchigen Rundpfeilern. Die Fensteröffnungen sind barock. Der romanische Triumphbogen hat Kämpfergesimse. Der einjochige Chor mit einem Fünfachtelschluss hat ein Kreuzgratgewölbe. Südlich am Chor ist die Sakristei angebaut.

## Einrichtung
Der Hochaltar aus der Zeit um 1700 zeigt auf dem Altarblatt den hl. Rupert. Die Statuen auf dem Altar stellen die Heiligen Sebastian, Rochus, Johannes der Täufer, Petrus und Josef dar.
Der linke Seitenaltar von 1667 hat eine Ädikula über einem kleinen Sockel; ein Rundbogen durchbricht das Gebälk mit einem gesprengten Dreieckgiebel, darüber befindet sich eine kleine Adikula als Aufsatz mit seitlichen Knorpelwerkohren. Im Altarblatt ist die Immaculata und im Aufsatz ein weiteres Mariabildnis dargestellt. Seitlich stehen Statuen des hl. Ambrosius und des hl. Augustinus. Das Bild im rechten Seitenaltar zeigt den Guten Hirten, es stammt aus dem späten 17. Jahrhundert. Auf den Konsolen stehen Figuren des hl. Rupert und des hl. Johannes Nepomuk aus dem 18. Jahrhundert.
Das Weihwasserbecken von 1647 ruht auf einem römerzeitlichen Grabbaublock mit einem Relief Kantharos-Lebensbaum. Der Taufstein ist spätgotisch. 
Das Orgelpositiv ist barock. 
Eine Glocke nennt Peter Pfinzing 1509.